# معرية الشجر
مُعرية الشجر أو عثة مبقعة أو عنبر مبقع (الاسم العلمي: Erannis defoliaria)، نوع من الفراشات المنتمية إلى فصيلة الأرفية. شائعة الوجود في المنقطة القطبية الشمالية القديمة. تم وصف النوع لأول مرة من قبل كارل ألكساندر كليرك في عام 1759.

## معرض صور

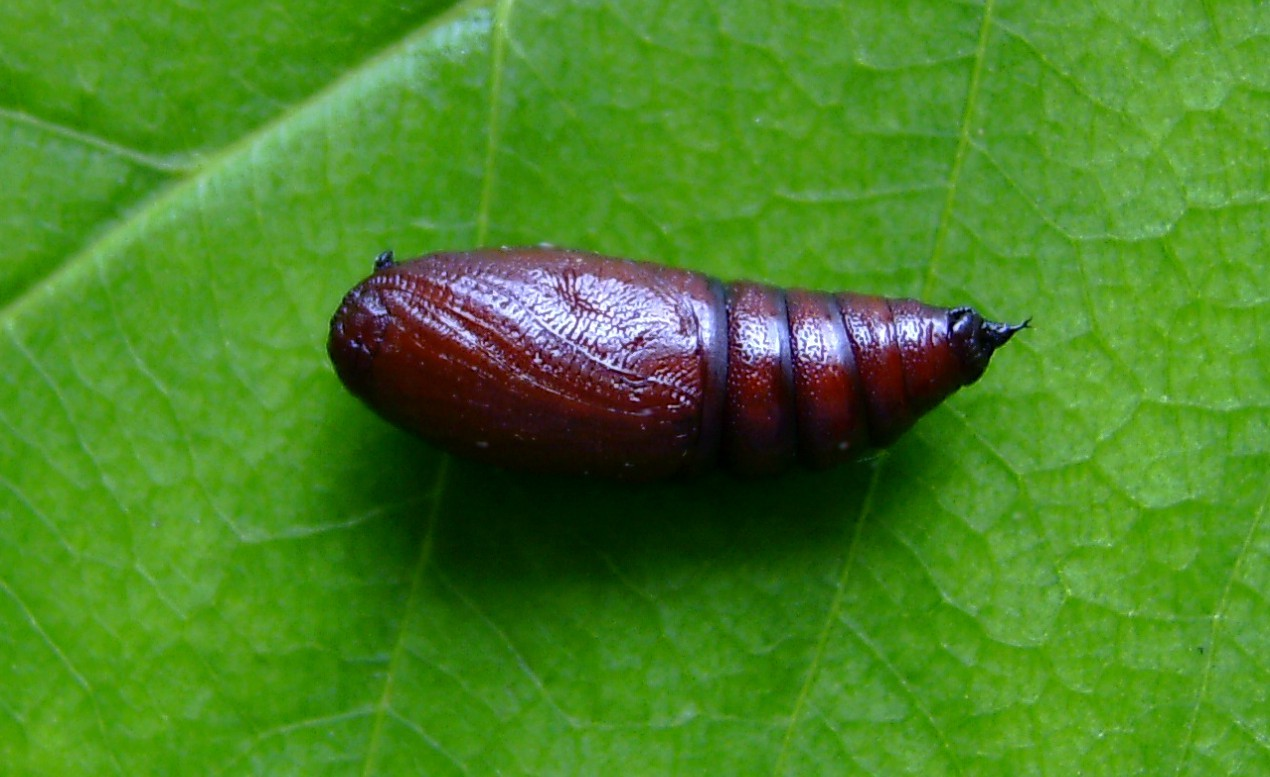
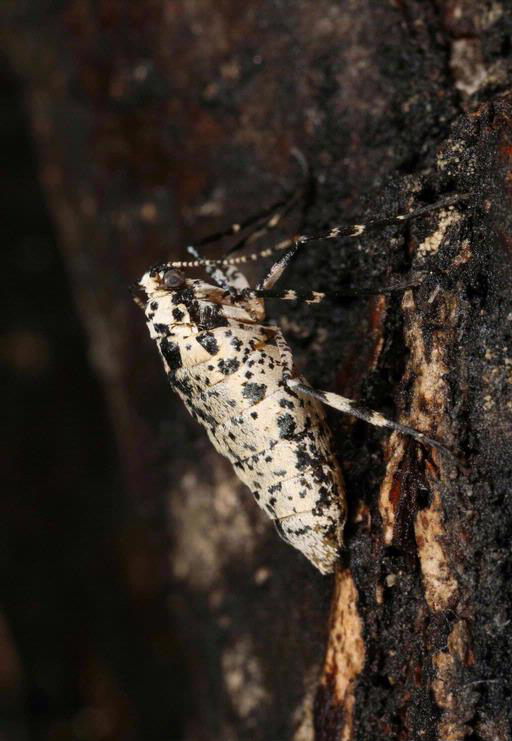
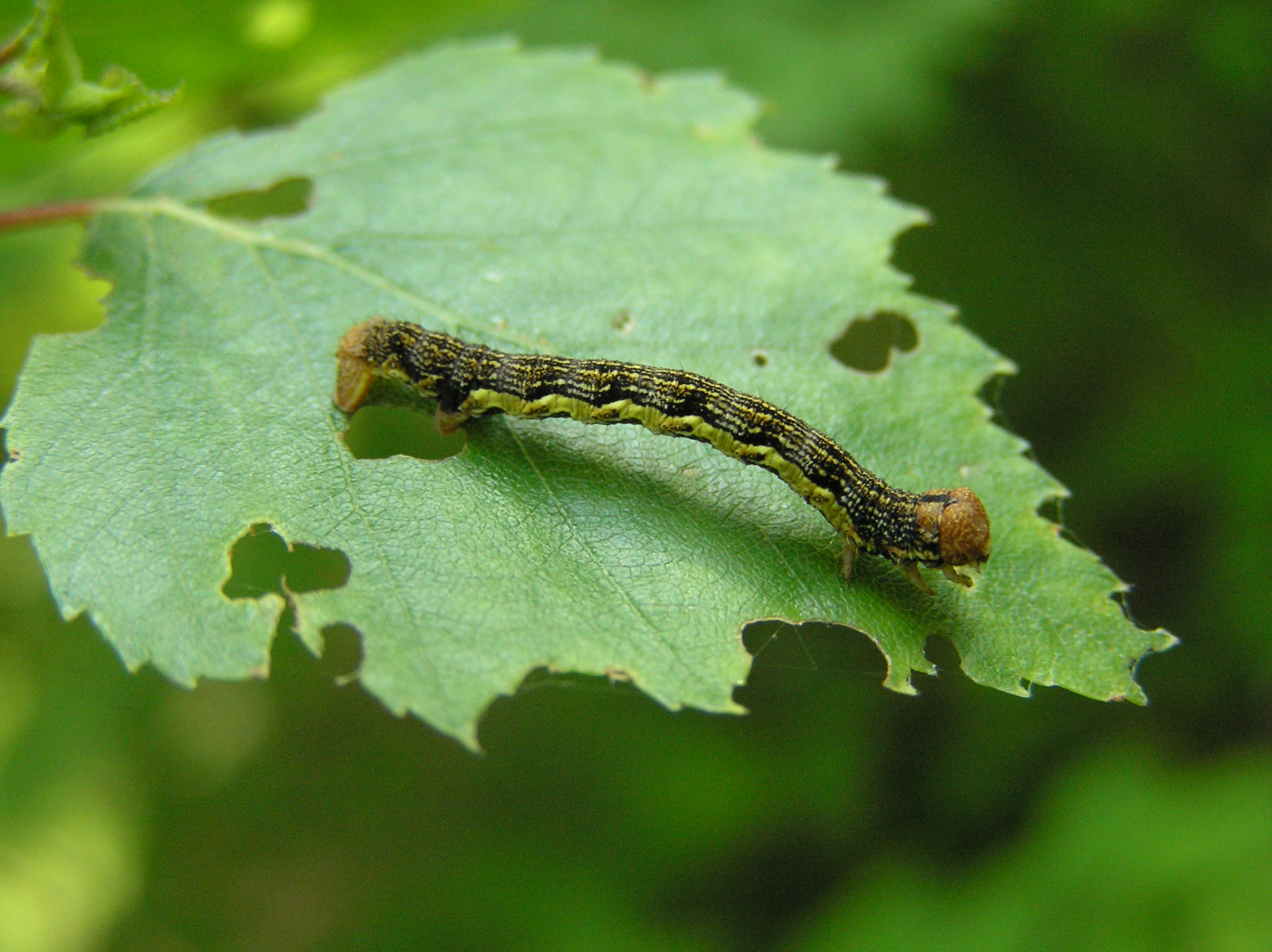
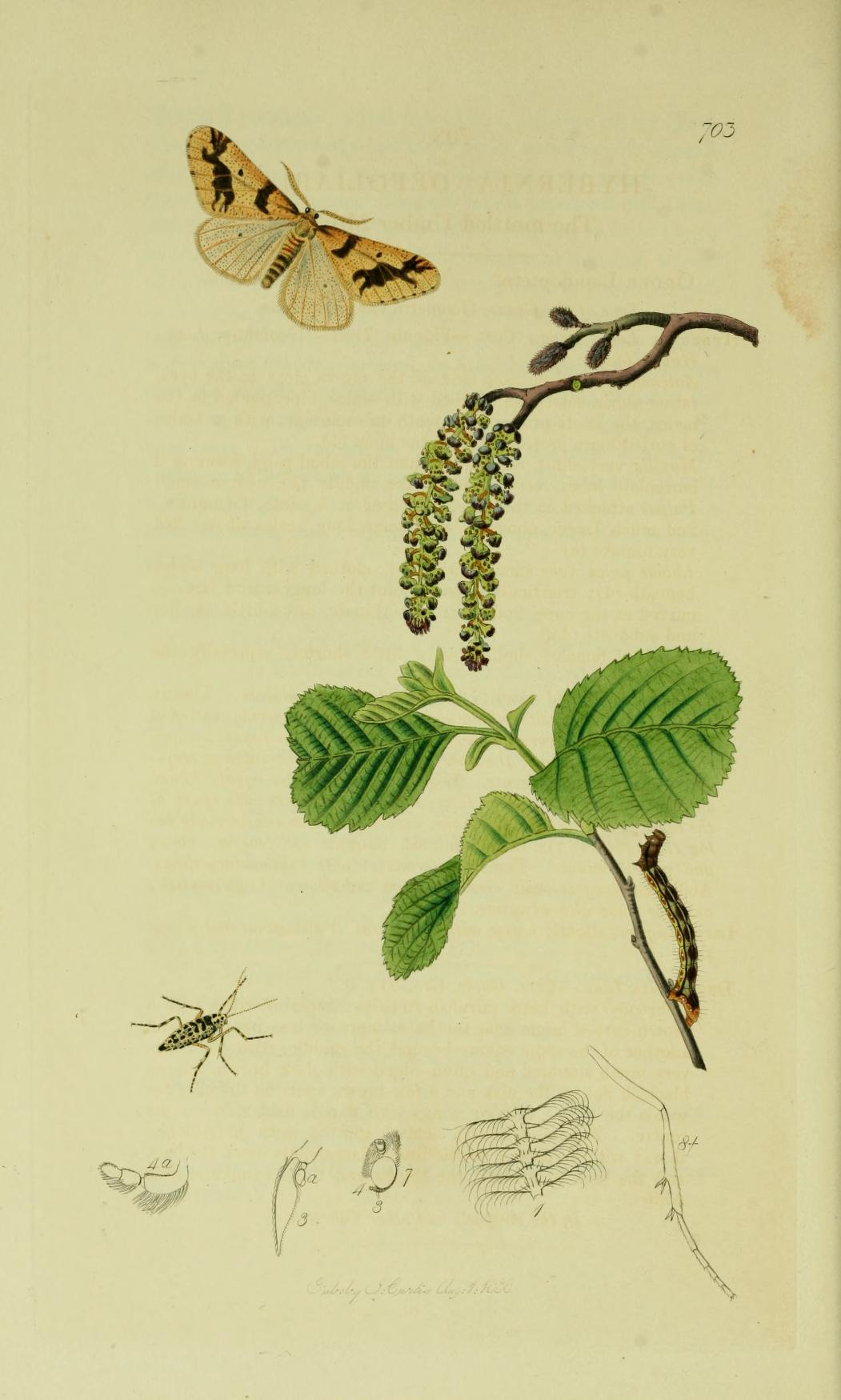